# Breite Straße (Bützow)
Die  Breite Straße  ist eine Anliegerstraße im historischen Stadtkern der ehemaligen Bischofsresidenz und Universitätsstadt Bützow im Landkreis Rostock in Mecklenburg.

## Geografische Lage
Die Breite Straße ist in beide Richtungen befahrbar und weist einen Fahrbahnbelag aus Kopfsteinpflaster auf. Als Anliegerstraße verbindet sie die Gödenstraße  mit der Kreuzung Am Markt, Kirchenstraße und dem Ellernbruch.

## Geschichte
Die Breite Straße wird bereits im Hypotekenbuch der Stadt Bützow aus dem Jahr 1604 namentlich erwähnt. Ihr Name deutet darauf hin, dass die anderen Straßen der Stadt in früheren Zeiten vermutlich wesentlich schmaler waren. Um die Wende des 19. und 20. Jahrhunderts lebten und arbeiteten zahlreiche Handwerker in dieser Straße: Bäcker, Glaser, Klempner, Konditor, Sattler und Tapezierer, Schlachter, Schleifer, Schmiede, Uhrmacher, Maler, Schneider und Schuster. Darüber hinaus hatten auch ein Lebensmittelkaufmann, ein Eisenwaren-, Glas- und Porzellanwarenhändler hier ihre Geschäfte.

## Bebauung

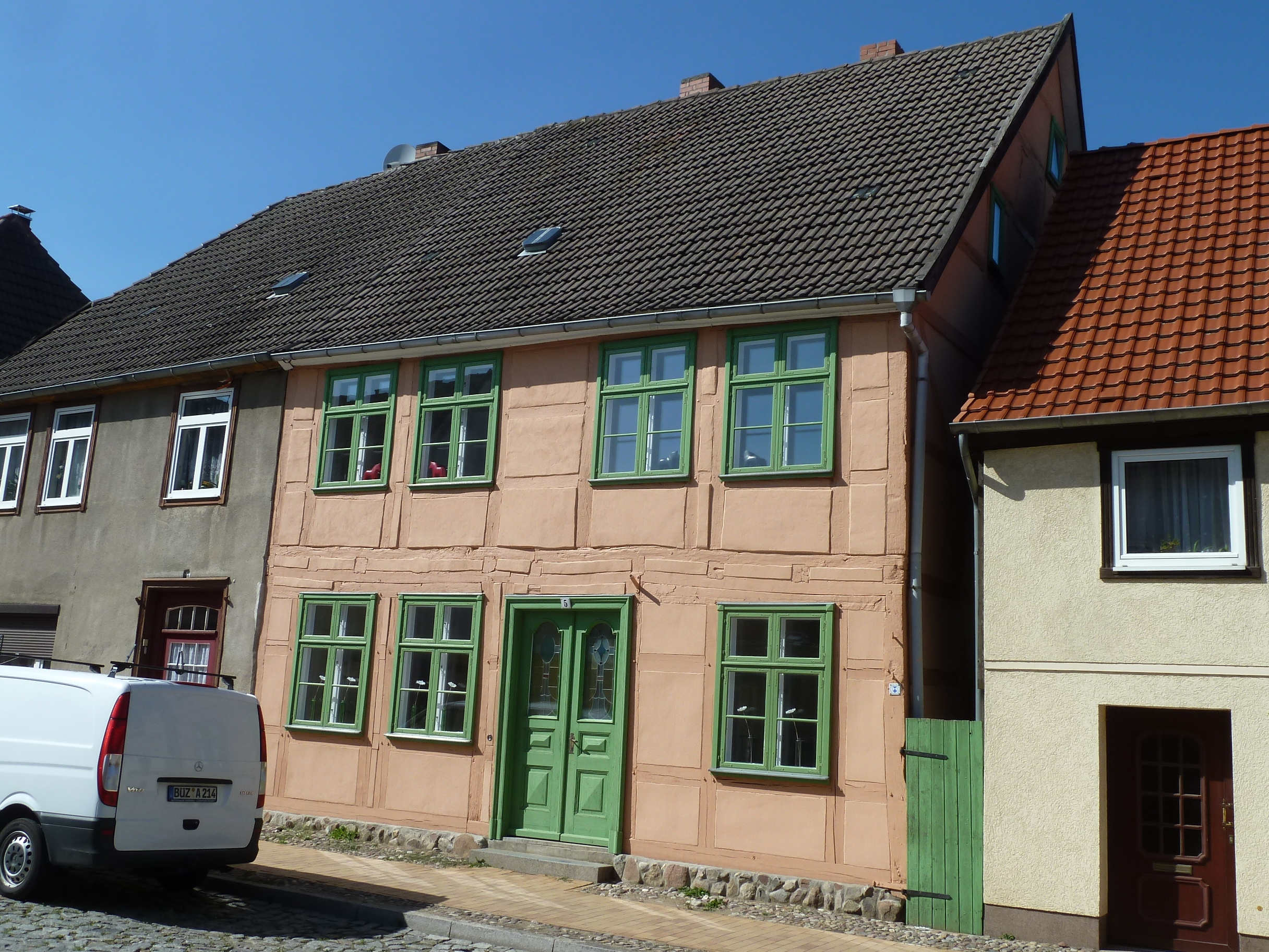
Breite Straße 5

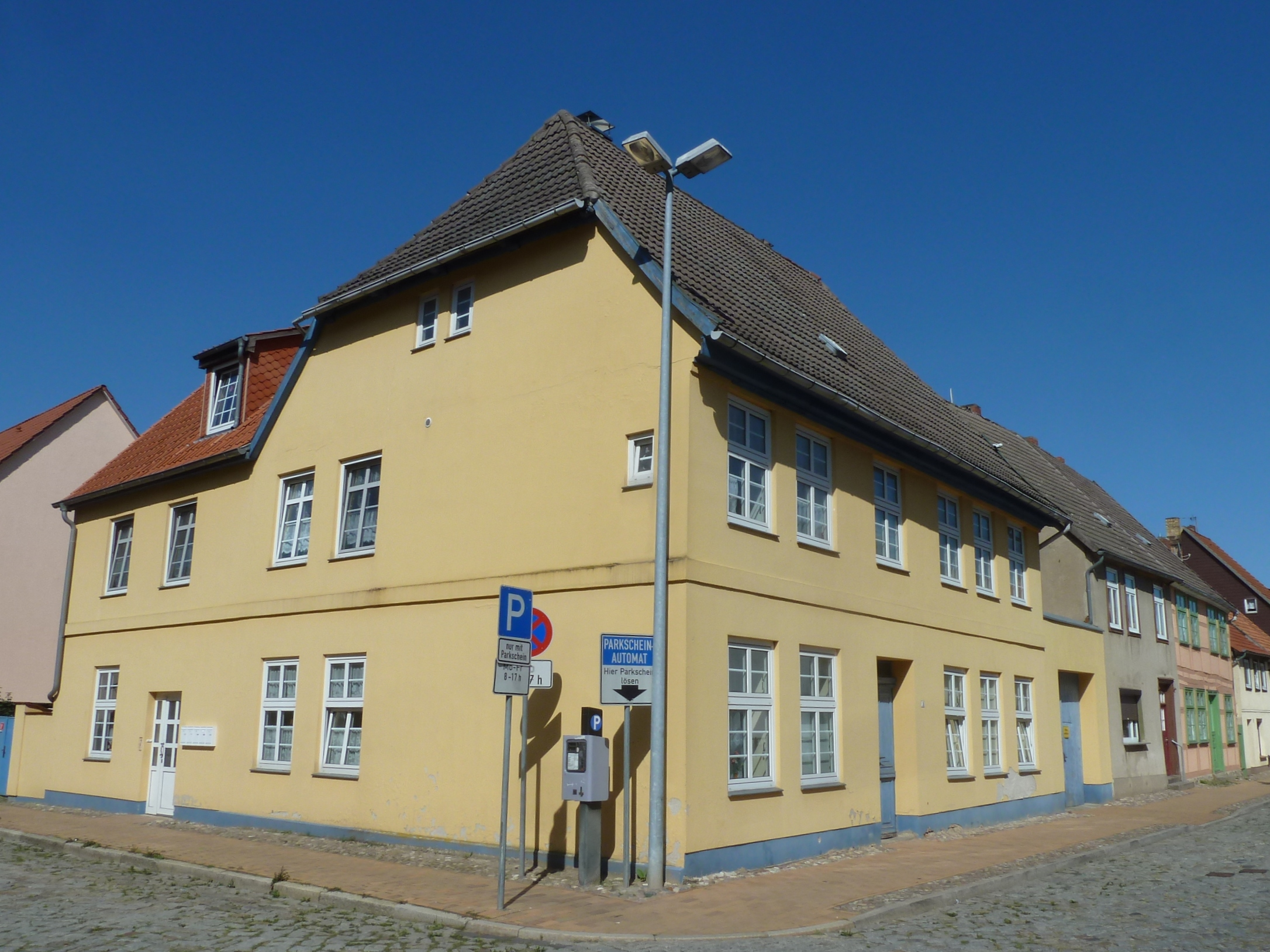
Breite Straße 12

An der Straße stehen zumeist zwei- bis dreigeschossige Wohn- und Geschäftshäuser.
Die Denkmalplakette  kennzeichnet Baudenkmale der Breiten Straße. 
| Haus Nr. | Historische Haus- nummer bis 1908 |  | Geschichtliche Anmerkungen  | Eigentümer oder Verwendung                                      |
| -------- | --------------------------------- |  | --------------------------- | --------------------------------------------------------------- |
| 1        | 241                               |  |                             |                                                                 |
| 2        | 254                               |  | Haus existiert nicht mehr.  | ehemals: Kaufmann H. Ahrend                                     |
| 3        | 242                               |  | Geburtshaus der Else Hirsch | ehemals: Kaufmann A. Löwenthal später: Kaufmann H. Hirsch       |
| 4        | 253                               |  |                             | ehemals: Bäckermeister A. Richter                               |
| 5        | 243                               |  |                             |                                                                 |
| 6        | 252                               |  |                             | ehemals: Kaufmann H. Mangold, später: Schneidermeister A. Mundt |
| 7        | 244                               |  |                             |                                                                 |
| 8        | 251                               |  |                             |                                                                 |
| 9        | 245                               |  |                             |                                                                 |
| 10       | 250                               |  |                             |                                                                 |
| 11       | 246                               |  |                             |                                                                 |
| 12       | 249                               |  |                             | ehemals: Gasthof „Zum Erbgroßherzog“ Inh. Fr. Stein             |
| 13       | 247                               |  |                             |                                                                 |
| 15       | 248                               |  |                             |                                                                 |
| 17       | 259                               |  |                             |                                                                 |